# Sono hanabira ni kuchizuke o
Sono hanabira ni kuchizuke o (その花びらにくちづけを) est une série de visual novel yuri japonais créée par le groupe de dōjins Fuguriya. La série a débuté le 25 novembre 2006 avec le visual novel du même nom sur PC. Depuis, un total de 19 titres sont sortis, avec le plus récent le 28 octobre 2016. À la suite du succès du premier jeu, le phénomène s'étend en une série de visual novels, light novels, drama CDs, artbooks, émissions radio et adaptation en anime.

## Intrigue
Se déroulant à l'école pour filles de Saint Michael, le jeu suit les relations et romances yuri entre différentes filles. Alors que la plupart des jeux se concentrent sur un seul couple, certains des nouveaux titres mettent en scène plusieurs couples.

## Médias

### Visual novels
Le premier titre de la série, Sono hanabira ni kuchizuke o, est sorti le 25 novembre 2006. En septembre 2015, 15 jeux et deux spin-off ont été publiés. Le quinzième jeu de la série principale, Remembering How We Met, qui a été initialement publié au Japon sur Android et iOS, a été édité par MangaGamer et publié en anglais sur PC le 25 septembre 2015.

#### Série principale
| N° | Titre                                                                                                 | Couple(s)                                                                          | Date de sortie         |
| -- | --- | ---------------------------------------------------------------------------------- | ---------------------- |
| 1  | Un Baiser pour les Pétales (その花びらにくちづけを, Sono Hanabira ni Kuchizuke wo)                    | Yūna × Nanami                                                                      | JAP : 25 novembre 2006 |
| 2  | Mon Cher Prince (わたしの王子さま, Watashi no Ouji-sama)                                              | Sara × Kaede                                                                       | JAP : 8 juin 2007      |
| 3  | Liée en Amour avec Toi (あなたと恋人つなぎ, Anata to Koibito Tsunagi)                                 | Mai × Reo                                                                          | JAP : 3 août 2007      |
| 4  | La Bien-aimée Photographe (愛しさのフォトグラフ, Itoshisa no Fotogurafu)                              | Sara × Kaede                                                                       | JAP : 20 juin 2008     |
| 5  | La Joie de T'Aimer (あなたを好きな幸せ, Anata o Suki na Shiawase)                                     | Mai × Reo                                                                          | JAP : 8 août 2008      |
| 6  | Un Baiser Murmuré aux Lèvres (唇とキスで呟いて, Kuchibiru to Kiss de Tsubuyaite)                      | Yūna × Nanami                                                                      | JAP : 19 décembre 2008 |
| 7  | Je Veux Tes Doux Baisers Enchanteurs (あまくてほしくてとろけるちゅう, Amakute Hoshikute Torokeru Chū) | Runa × Takako                                                                      | JAP : 15 décembre 2009 |
| 8  | Colorée avec un Pétale d'Ange (天使の花びら染め, Tenshi no Hanabira Zome)                             | Eris × Shizuku                                                                     | JAP : 26 février 2010  |
| 9  | Doux Baisers d'Adultes (あまくておとなのとろけるちゅう, Amakute Otona no Torokeru Chū)                | Runa × Takako                                                                      | JAP : 17 décembre 2010 |
| 10 | Lys Platine (リリ・プラチナム, Riri.Purachinamu)                                                      | Eris × Shizuku                                                                     | JAP : 25 novembre 2011 |
| 11 | Jeunes Filles de Michael (ミカエルの乙女たち, Mikaeru no Otome-tachi)                                 | Risa × Miya, Yūna × Nanami, Sara × Kaede, Mai × Reo, Eris × Shizuku, Runa × Takako | JAP : 30 novembre 2012 |
| 12 | Les Amoureuses de l'Atelier (アトリエの恋人たち, SAtelier no Koibito-tachi)                           | Risa × Miya                                                                        | JAP : 29 mars 2013     |
| 13 | Le Chevalier de Blanche Neige (白雪の騎士, Shirayuki no Kishi)                                        | Rikka x Sayuki, Risa × Miya, Yūna × Nanami, Sara × Kaede, Mai × Reo                | JAP : 20 décembre 2013 |
| 14 | Mon Amour Juré pour Toi (あなたに誓う愛, Anata ni Chikau Ai)                                          | Eris × Shizuku                                                                     | JAP : 31 mai 2014      |
| 15 | Souviens Toi Comme On s'est Rencontrées (出会った頃の思い出に, Deatta Koro no Omoide ni)              | Risa × Miya                                                                        | JAP : 13 mars 2015     |
| 16 | Le Jour de notre Rencontre (初めて出逢ったあの日から, Hajimete Deatta Ano Hi Kara)                    | Risa × Miya                                                                        | JAP : 28 octobre 2016  |

#### Série des anges
La série des anges est un spin-off impliquant des couples d'infirmières sélectes de l’hôpital général de Saint Michael. Ces relations peuvent être identifiées avec une coloration bleue.
| N° | Titre                                                                  | Couple(s)      | Date de sortie     |
| -- | ---------------------------------------------------------------------- | -------------- | ------------------ |
| 1  | Ange de l'Attente (天使のあこがれ, Tenshi no Akogare)                  | Chiaki x Ringo | JAP : 31 mai 2013  |
| 2  | L'Amour Printanier des Anges (天使たちの春恋, Tenshi-tachi no Harukoi) | Yūno x Satsuki | JAP : 31 août 2013 |
| 3  | Liée en Amour avec Toi (天使たちの約束, Tenshi-tachi no Yaksoku)       | Masami x Akira | JAP : 28 mars 2014 |

#### Série nouvelle-génération
Une série figurant les élèves de l'école annexe. Cela peut être identifié par la couleur verte des sous-titres.
| N° | Titre                                                                     | Couple(s)                                | Date de sortie         |
| -- | ------------------------------------------------------------------------- | ---------------------------------------- | ---------------------- |
| 1  | La Nouvelle Génération! (にゅーじぇね！, Nyū Jene!)                       | Rina × Nagisa, Ai × Aya, Hazuki × Manami | JAP : 26 juin 2015     |
| 2  | Revolution! Rinagisa (れぼりゅーしょん！ りなぎさ, Reboryūshon! Rinagisa) | Rina x Nagisa                            | JAP : 25 décembre 2015 |

#### Série spin-off
| N° | Titre                    | Couple(s)                              | Date de sortie          |
| -- | ------------------------ | -------------------------------------- | ----------------------- |
| 1  | はなひらっ！ (Hanahira!) | Kaori x Amane, Makoto x Koharu         | JAP : 25 septembre 2010 |
| 2  | ゆりりん (Yuririn)       | Risa x Miya, Mai x Reo, Rikka x Sayuki | JAP : 20 novembre 2015  |

### Light novels
Une série de light novels écrite par Shinichirō Sano et illustrée Peko est publiée par Luminocity. Le premier volume est publié le 19 août 2007 et quatorze volumes sont parus.
| Titre                                                           | Couple         |
| --------------------------------------------------------------- | -------------- |
| Christmas for the two of us (二人のクリスマス)                  | Nanami × Yuuna |
| Vacation for the Two of Us (二人のバカンス)                     | Kaede × Sara   |
| Summer for the Two of Us (二人の熱い夏)                         | Mai × Reo      |
| Valentines for the Two of Us (二人のバレンタイン)               | Nanami × Yuuna |
| The Curtain Call Never Ends (カーテンコールは終わらない)        | Kaede × Sara   |
| One More Lovers Kiss (愛のキスをもういちど)                     | Mai × Reo      |
| Extra Story (番外総集編)                                        | Nanami × Yuuna |
| Bewitching Kiss on the Southern Island! (南の島であまとろちゅ!) | Takako × Runa  |
| A Valentine Rhapsody (バレンタイン狂騒曲)                       | Eris × Shizuku |
| Tight Summer Squeeze! (夏をぎゅっとね!)                         | Mai × Reo      |
| Couple’s Goal Tape! (二人のゴールテープ!)                       | Takako × Runa  |
| Wrapped In Your Warmth (ぬくもりに包まれて)                     | Eris × Shizuku |
| Extra Story 2 (番外総集編 2)                                    | Kaede × Sara   |
| Spring Splash (スプリング・スプラッシュ)                        | Risa × Miya    |

### Drama CDs
Le 22 décembre 2007, trois drama CDs ont été publiés, contenant des histoires incluant les personnages des six premiers jeux. Le 27 novembre 2010, un quatrième drama CD a été annoncé.

### OVA
Un OVA intitulé Sono Hanabira ni Kuchizuke o: Anata to Koibito Tsunagi (その花びらにくちづけを: あなたと恋人つなぎ, littéralement « Un baiser pour les pétales: Devenir ton amant ») a été produit par les studios Chuchu, réalisé par Masayuki Sakoi et a été publié au Japon le 30 juillet 2010. Basé sur le troisième jeu, il suit Mai et Reo après qu'elles ont confessé leur amour l'une à l'autre. Pour correspondre à la sortie de l'OVA, le troisième jeu a été re-publié avec quelques améliorations et corrections d'erreurs de typographie.